# Heinrich Medicus

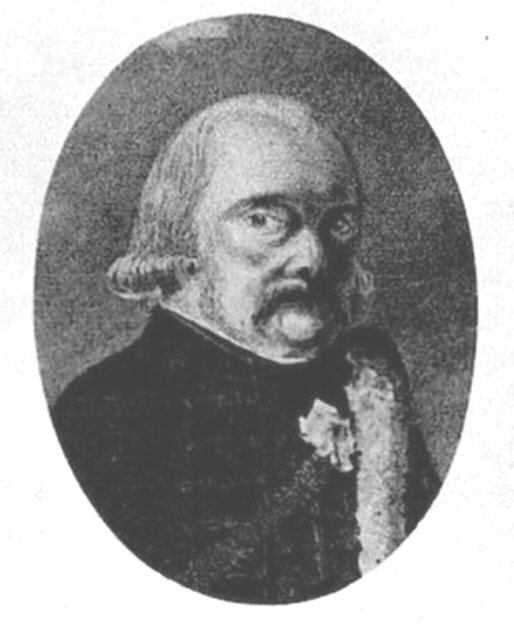
Oberst Heinrich Medicus

Heinrich Medicus (* 18. August 1743 in Atzbach; † 2. September 1828 in Lichtenau) war ein badischer Oberst und Sagensammler.

## Leben

### Familie
Medicus war ein Sohn des Nassau-Weilburgischen Amtmanns Johann Reinhard Medicus und der Rosina Margaretha Medicus geborene Thoma.
Er heiratete am 10. Januar 1771 Anna Beata Heinsius (1755–1802), mit der er 14 Kinder hatte. 1803 heiratete er in zweiter Ehe Christina Magdalena Dietrich († 1827).

### Militärische Laufbahn
1759 trat er als Fähnrich in die Hessen-kasselsche Armee ein und wechselte 1763 zur preußischen Armee und trat 1780 schließlich als Hauptmann in die Badische Armee ein. Dort avancierte er 1791 zum Rittmeister. Im Januar/Februar 1792 war Medicus Kommandant der Festung Kehl.
1793 begleitete er als Adjutant und Kriegsberichterstatter den zweiten Sohn des Markgrafen Karl Friedrich, Friedrich auf dessen Reise ins Hauptquartier des niederländischen Erbprinzen Wilhelm Friedrich von Oranien-Nassau. Wilhelm kommandierte im Feldzug 1793 des Ersten Koalitionskrieges gegen die französische Republik die niederländischen Truppen, zu denen auch ein badisches Kontingent gehörte. Nach der verlorenen Schlacht bei Menin reisten Markgraf Friedrich und sein Adjutant wieder nach Karlsruhe zurück.
1794 war Medicus als Major am Aufbau der badischen Landmiliz beteiligt und 1800 wurde er zum Oberstleutnant befördert. Am 1. März 1805 wurde er wegen körperlicher Dienstunfähigkeit pensioniert und gleichzeitig zum Oberst des Husarenkorps ernannt.

### Sammler und Dichter
Medicus stand im Kontakt mit Luise Karoline von Hochberg der zweiten Ehefrau des badischen Großherzogs Karl Friedrich. Ihr widmete er seine Sagensammlung, die er zwischen 1800 und 1807 in 30 Heften niederschrieb, die aber in dieser Form nie gedruckt wurden. 24 seiner Heftchen schrieb er kurz nach seiner Pensionierung in den Jahren 1800 und 1801, die er jeweils zu Monatsbeginn der Reichsfürstin von Hochberg übergab. Seine Sammlungstätigkeit hatte er wohl schon während seiner Dienstzeit begonnen. Nach 1811 schrieb er kaum noch etwas, was einer zunehmenden Erblindung zuzuschreiben ist, die spätestens 1814 vollständig war.
Von den 30 Geschichten, die er selbst meist „Volcksmaehrgen“ (Volksmärchen) nennt, sind etwa die Hälfte aus Gebieten des Großherzogtums Baden. Gleichwohl wurde die Sammlung von August Schnezler im Vorwort zu seiner eigenen Sagensammlung als erste badische Sammlung dieser Art hervorgehoben. Aufgrund seiner frühen Sammlung von Volkssagen wird Medikus auch als Vorläufer der Gebrüder Grimm gesehen, deren Märchensammlung 1812 erschien. Die handschriftlichen Heftchen sind heute in drei Bänden zusammengefasst, die sich im Besitz der badischen Landesbibliothek befinden.
Mone hat eine Sagensammlung abgedruckt, die er der Initiative des Großherzogs Leopold zuschreibt, aber die aus der Feder von Heinrich Medikus stammen soll. Die von Mone publizierte Sammlung ist verloren gegangen und sie stimmt nur teilweise (14 der 30 Sagen) mit der Sammlung von Medikus überein, die offenbar eine Zweitschrift der Heftchen darstellt, die Medikus der Reichsgräfin übergeben hatte. Großherzog Leopold hatte die Sammlung vermutlich aus dem Nachlass seiner Mutter. In diesem Nachlass fehlten wohl Teile der Sammlung, während sie andererseits durch weitere Sagen ergänzt worden war.
Medikus hinterließ auch etwa 120 handschriftliche Gedichte, die sich in einem Band zusammengefasst im Familienarchiv befinden und noch nicht publiziert wurden. Eines dieser Gedichte ist bei Decker in einer modernisierten Form abgedruckt.

## Ehrungen
Medikus wurde auf dem Lichtenauer Friedhof beigesetzt. Der 1986 gegründete Heimatverein Lichtenau nennt sich nach Heinrich Medicus, Heimatverein Medicus e.V., Lichtenau. In Lichtenau wurde auch eine Straße nach Medicus benannt.

## Werke
- Was ist jedem Offizier während eines Feldzugs zu wissen nötig?, Carlsruhe : Macklot, 1788. Digitalisat der Badischen Landesbibliothek
- Die Einweyhung einer neuen Synagoge zu Lichtenau in der Grafschaft Hanau, Handschrift, 1810 Digitalisat der Badischen Landesbibliothek
- Franz Josef Mone (Bearbeiter): Badische Volkssagen. In: Anzeiger für Kunde des deutschen Mittelalters, 3. Jahrgang (1834), Spalte 87–93 ; 145–149 ; 255–260 ; 363–367 Digitalisate der Bayerischen Staatsbibliothek